# Phelloderm
Das Phelloderm (Korkrinde) ist ein parenchymatisches Gewebe im äußeren Sprossbereich der Pflanze. Es wird von dem benachbarten Phellogen („Korkkambium“) gebildet, das Phellodermzellen nach innen und ebenfalls neugebildete Phellemzellen („Kork“) nach außen abgibt. Das Phelloderm bildet zusammen mit dem Phellogen und dem Phellem das Periderm, ein sekundäres Abschlussgewebe des Sprosses.
Die biologisch aktiven Phellodermzellen weisen entsprechend dem parenchymatischen Charakter dieses Gewebes dünne, wenig verholzte Zellwände auf. Sie sind plasmareich, enthalten oft Chloroplasten und sind relativ groß. Im Gewebeverband gibt es größere Interzellularräume.